# Matthias Kirschnereit
Matthias Kirschnereit   (Dorsten, 1962) és un pianista alemany.

## Biografia
Matthias Kirschnereit va créixer a Namíbia i més tard va estudiar a la Universitat de Música de Detmold amb Renate Kretschmar-Fischer. Va ser premiat en certàmens reconeguts a nivell nacional i estranger, com el "German Music Competition" de Bonn, el Concours Géza Anda de Zuric i el International Australian Piano Competition de Sydney. El 1989 va rebre el premi de patrocini de l'estat de Renània del Nord-Westfàlia. Els conjunts amb els quals Kirschnereit ha actuat inclouen la "Zurich Tonhalle Orchestra", la "Stuttgart Radio Symphony Orchestra" i el "Lucerne Festival Strings".
El 1997, Kirschnereit, que viu a Hamburg, va rebre una càtedra a la Universitat de Música i Teatre de Rostock.
Hi ha més de 20 enregistraments en CD amb l'intèrpret Kirschnereit, inclòs un enregistrament complet de tots els concerts per a piano de Mozart amb l'Orquestra Simfònica de Bamberg entre 1999 i 2006 amb el segell ARTE NOVA/Sony BMG. Kirschnereit va rebre l'ECHO Klassik el 2009 per l'estrena mundial del Concert per a piano reconstruït en mi menor de Felix Mendelssohn Bartholdy juntament amb la Robert Schumann "Philharmonic Chemnitz" sota la direcció de Frank Beermann. Des de 2012, Kirschnereit és el director artístic dels concerts de marees a Frísia Oriental. És president de la "Johannes Brahms Society" d'Hamburg des de gener de 2021.